# Cumulopuntia zehnderi
Cumulopuntia zehnderi là một loài thực vật có hoa trong họ Cactaceae. Loài này được (Rauh & Backeb.) F.Ritter mô tả khoa học đầu tiên năm 1981.